# Real Zaragoza
Real Zaragoza S.A.D er en spansk fodboldklub fra byen Zaragoza. Den blev grundlagt den 18. marts 1932 og spiller sine hjemmekampe på La Romareda. Klubben spiller i landets bedste række, La Liga, hvortil man senest sikrede sig oprykning i 2009.
- Wikimedia Commons har flere filer relateret til Real Zaragoza

| Fodbold | Spire Denne artikel om en fodboldklub er en spire som bør udbygges. Du er velkommen til at hjælpe Wikipedia ved at udvide den. |